# 洛根 (阿拉巴馬州)
洛根（英語：Logan）是一個位於美國阿拉巴馬州卡爾曼縣的非建制地區。該地的面積和人口皆未知。

## 地理
洛根的座標為34°08′17″N 87°00′23″W / 34.13805°N 87.00638°W，而該地最高點為海拔高度226米（即741英尺）。